# Ка дел'Ебрео (Верона)
Ка дел'Ебрео је насеље у Италији у округу Верона, региону Венето.
Према процени из 2011. у насељу је живело 38 становника. Насеље се налази на надморској висини од 121 м.